# Ichneumon strobilorum
Ichneumon strobilorum là một loài tò vò trong họ Ichneumonidae.